# Batalla del Pepino (1868)
La batalla de El Pepino fue el único encuentro militar durante la revolución del Grito de Lares entre las fuerzas de la República de Lares y el gobierno colonial español. Se llevó a cabo en el pueblo de El Pepino, actualmente San Sebastián, Puerto Rico el 24 de septiembre de 1868. Las fuerzas revolucionarias fueron repelidas por el Cuerpo de Milicias y algunos de los vecinos de El Pepino durante su intento de tomar el pueblo. Esta batalla fue un grave revés para las fuerzas revolucionarias de la República de Lares, ya que más nunca volverían a tomar el campo de batalla en contra de las tropas españolas.

## Antecedentes de la batalla

### Situación de las fuerzas revolucionarias
El arresto inesperado del conspirador Manuel María González en Camuy en la mañana del 21 de septiembre alteró los designios militares del movimiento revolucionario. Sabiendo que las autoridades españolas habían incautado documentos incriminatorios en la casa de González, las juntas revolucionarias envueltas en el Grito de Lares se vieron forzadas a adelantar la fecha de insurrección del 29 al 23 de septiembre. Además de esto, el liderato de las juntas cambió el lugar de levantamiento inicial de Camuy a Lares. 
Este cambio del punto de levantamiento resultó ser importante. Al enterarse del arresto de González, José Antonio Hernández, otro de los miembros de la junta revolucionaria de Camuy, optó por abandonar la conspiración y dejar escondidas dos cajas de pólvora y dinamita en su finca. Hernández fue arrestado el mismo día en el cual se libró la batalla de El Pepino (24 de septiembre) y estas dos cajas quedaron incautadas por las autoridades españolas. Pérdidas como estas son significativas al tomarse en cuenta el poco número de armas y municiones con las que contaban las fuerzas revolucionarias. 
Este cambio geográfico también pudo ser significativo por otra razón. El Profesor Francisco Moscoso, catedrático de la Universidad de Puerto Rico y experto en el tema del Grito de Lares, especula que la selección del pueblo de Camuy se pudo haber debido al hecho que el mismo se hallaba estratégicamente localizado entre las comandancias militares de Aguadilla y Arecibo. Esta localización (Camuy) permitía a su ocupante a enfrentar por separado a las fuerzas provenientes de cada comandancia. La prisa provocada por el arresto de González, tuvo aquí una influencia importante en las decisiones tomadas por parte del liderato revolucionario. 
Una vez instituida la República en Lares (23 de septiembre), el nuevo gobierno, presidido por Francisco Ramírez, nombró comandante general a Juan M. Terreforte y Jefe General a Manuel Rojas. Estos dos líderes militares, en colaboración con otros, escogieron al pueblo de El Pepino como próximo sitio de ataque. Esta selección se debe en parte a las promesas de los revolucionarios Manuel Cebollero y Eusebio Ibarra, quienes formaban parte del regimiento de milicias de El Pepino. Estos dos revolucionarios le aseguraban a las fuerzas rebeldes que podían obtener el apoyo de las milicias del pueblo de El Pepino una vez comenzado el ataque. El liderato revolucionario era consciente de la necesidad de obtener más armas/municiones y por eso les urgía el tomar el cuartel de El Pepino con el menor uso de fuerza posible.

### Situación de las fuerzas pro-España
El gobierno colonial español, con sede principal en San Juan, llevaba décadas contemplando la posibilidad de un levantamiento organizado en la isla. Las guerras de independencia de Hispanoamérica (1810-1833) habían dejado a España desprovista de toda colonia en América, salvo Puerto Rico y Cuba. La conspiración de San Germán del año 1809, en la cual se vieron involucradas figuras tan importantes como el entonces obispo de San Juan, Juan Alejo de Arizmendi, y el conato de rebelión en San Juan de 1838, habían revelado la presencia de anhelos independentistas dentro de Puerto Rico. Estos y otros sucesos llevaron al gobierno colonial español a elaborar un plan de contingencia: "El Plan Ofensivo Conveniente para Combatir la Insurrección" (mejor recordado como el Plan Gámir, en honor a su autor). 
"El Coronel [Gámir] proponía dos estrategias básicas para combatir la esperada revuelta. Para hacer frente a una insurrección de las tropas militares, recomendaba utilizar el regimiento de milicias urbanas de la capital para repeler la ofensiva. Pero si la sublevación partía de los criollos, recomendaba que el Gobernador apelara a la lealtad de las tropas españolas para combatirla. En caso de que la insurrección estallara en la zona oeste [como fue el caso], Gámir proponía que inmediatamente se despacharan varios destacamentos hacia los puertos circundantes de mayor importancia, para impedir que los rebeldes escaparan por mar."

Olga Jiménez, El Grito de Lares: sus causas y sus hombres. Pg. 128.
Esta desconfianza en torno a la lealtad de las propias tropas militares se debía a la inestabilidad política que se vivía en la propia España durante los últimos año de Isabel II, al descontento de algunos de los batallones y a los retrasos frecuentes en la paga de salarios a los soldados. El 7 de junio de 1867, un año y medio antes de la batalla de El Pepino, un grupo del Batallón de Artilleros se había amotinado en San Juan. La mayoría de las comandancias militares se hallaban situadas en las costas y esto llevó a los militares como Gámir a identificar a los municipios del interior Oeste como los más propensos a rebelarse. El allanamiento de la hacienda y arresto de Manuel María González el 21 de septiembre en Camuy confirmó las sospechas del liderato colonial español. Como consecuencia se puso en estado de alerta a todas las comandancias y se empezaron a movilizar efectivos hacía la zona Oeste de Puerto Rico. 
El 22 de septiembre un informante le avisó a Luis Chiesa, el alcalde de El Pepino, acerca del complot tramado por Manuel Cebollero y Eusebio Ibarra de reclutar las milicias del Pepino para tomar el pueblo. El alcalde procedió a enviar notificación a la comandancia militar de Aguadilla y a dejar a cargo de las milicias al retirado oficial español Coronel Pedro Miguel San Antonio. El Coronel San Antonio se encargó de preparar las defensas del pueblo. Esta preparación consistió en reunir toda la pólvora y dinamita posible, poner a civiles en puestos de vigilancia y a mantener a los milicianos confinados dentro de sus barracas. Al recibir las noticias del alcalde Chiesa, el comandante de Aguadilla envió al Corregidor Jacinto García Pérez con un destacamento de 25 soldados a El Pepino para investigar los sucesos. Este destacamento llegaría al pueblo de El Pepino al poco tiempo comenzar la batalla.

## Objetivos y composición de los ejércitos

### Las fuerzas de la República de Lares

#### Objetivos de la tropa revolucionaria:.
1. Conseguir el apoyo de las milicias de El Pepino.
2. Obtener las armas y municiones de la barraca de milicias.
3. Arrestar a los comerciantes españoles prominentes, al alcalde y a los otros dignatarios del pueblo.
4. Proclamar la liberación del pueblo del Pepino y establecer una junta de gobierno revolucionaria.

#### Jerarquía de la tropa revolucionaria
- General Manuel Rojas, quien vestía de:

"... chaquetón de paño oscuro, camisa de lana ensaimada, pantalón de casimir y botas de montar de cuero y charol usado. Llevaba reloj con leontina y un sombrero de panamá con una cucarda con los colores negro, blanco, encarnado y amarillo. A la cintura llevaba un revólver y sable de tirantes con vaina de acero..."
Juez Nicasio Navascués y Asia, "Informe a Audiencia el 28 de septiembre de 1868".
- Tenientes:[6]

1. Eusebio Ibarra
2. Francisco José Méndez
3. Francisco Santana
4. Manuel Cebollero
5. Rodolfo Echevarría
6. Ignacio Balbino Ostolaza

"Muse [revolucionario capturado] señaló que los oficiales revolucionarios se distinguían entre la multitud "usando una cuerda (banda de brazo) tricolor, y cinta también tricolor alrededor del sombrero." Son los colores azul, blanco y rojo identificados con los partidarios de las repúblicas y libertades desde el siglo 18." 
Francisco Moscoso, La Revolución Puertorriqueña de 1868: el Grito de Lares. Pg. 59-61.
Composición de la tropa revolucionaria: 
- 35-50 jinetes - armados con alguna clase arma de fuego (revólver o fusil), sables y machetes. Compuestos mayormente de hacendados, comerciantes, profesionales y artesanos.[4]
- 250-365 infantes - armados con machetes. Compuestos mayormente de jornaleros, esclavos liberados y labradores.[4]

### Las fuerzas pro-España

#### Objetivos de las milicias y vecinos de El Pepino
1. Defender el pueblo en espera de la llegada de tropas militares.
2. Asegurarse que las municiones y armamentos no cayeran en manos rebeldes.

#### Jerarquía de las fuerzas pro-España era
- Alcalde Luis Chiesa y Coronel San Antonio.

Al mando de las milicias y los vecinos armados de El Pepino. 
- Corregidor García Pérez.

Al mando del destacamento de 25 "tropas regulares" españolas. 

#### Composición de las fuerzas pro-España
- Vecinos y regimiento de milicias de El Pepino - armados con fusiles, revólveres, dinamita, sables y machetes.
- 25 "tropas regulares": infantes con fusiles y equipamiento militar.

## La batalla

### Despliegue inicial de tropas
Las fuerzas revolucionarias salieron de Lares en camino hacia El Pepino entre las 4:00 y 6:00 de la mañana.
Al aproximarse al pueblo, el General Rojas divide a su ejército en tres partes:
1. La caballería, bajo el mando de Ibarra y Cebollero, se posicionaron en el camino que conducía hacía Camuy.
2. Aprox. 60 infantes, bajo el mando de Méndez, se posicionaron en el Alto de Arvelo.
3. El resto de las tropas, bajo su mando personal, se posicionaron al suroeste del pueblo en un lugar entre el río Culebrinas y la plaza central.

Las fuerzas pro-España se hallaban divididas en dos partes:
1. El regimiento de milicias estaba dentro de la barraca de milicias, lugar donde se guardaban el armamento y municiones.
2. Los vecinos armados se encontraban en los techos de las viviendas y tiendas del pueblo.

### Primer ataque
Aproximadamente a las 8:30 de la mañana, la caballería comandada por Ibarra y Cebollero, entró a la plaza pueblo. Su entrada es seguida por la del General Rojas y 60 hombres, quienes entraron a la plaza por la Calle Comercio (en ese entonces la calle principal del pueblo). Comienza rápidamente un intercambio de tiros y gritos entre los defensores del pueblo y los revolucionarios.
Según los relatos posteriores del Corregidor García Pérez, al ver a los revolucionarios algunas mujeres del pueblo empezaron a gritar: "¡Los Revolucionarios! ¡Los Asesinos!" mientras que las fuerzas rebeldes cantaban: "¡...mueran los españoles; muera la Reina; Viva Puerto Rico libre!".
La caballería revolucionaria intentó entrar en la barraca de las milicias, solo para ser rechazada por las ráfagas de fuego que procedía de los defensores. Los ex-milicianos Manuel Cebollero y Eusebio Ibarra le empezaron a gritar a las milicias: "Milicianos, ¿qué hacéis? ¿qué hacéis?". Sus gritos fueron en vano. Esto se debió a que el liderato del regimiento de milicias, previamente avisado del complot, mantuvo la lealtad de los defensores de la barraca.
Después de media hora de combate, a las 9:00 de la mañana, tanto la caballería como los infantes se retiraron con la intención de unirse con el resto de las fuerzas y comenzar un nuevo ataque.

### Segundo ataque
Las fuerzas revolucionarias, unidas bajo el mando común del General Rojas, iniciaron su segunda ataque desde el extremo sur de la plaza. Su acercamiento fue recibido por fuertes descargas de fusiles de parte de los milicianos y vecinos. El intercambio de fuego dejó bajas en ambos bandos. Cuatro de los revolucionarios murieron (Venancio Román, Casto Santiago, Leopoldo Plumey, Manuel de León) y otro (Manuel Rosado "El Leñero") resultó herido de muerte.
Justo cuando a los defensores del pueblo se le empezaban a acabar las municiones llegaron los 25 soldados españoles al mando del Corregidor García Pérez de Aguadilla. El capitán rebelde Pablo Rivera advirtió a los demás revolucionarios la llegada de una columna enemiga de "tropa veterana". Fue exactamente en este momento de alboroto en el cual se escuchó el siguiente grito de alarma entre los revolucionarios: "¡Atrás, que viene tropa, los veteranos llegan, estamos vendidos!".
Las fuerzas revolucionarias retrocedieron, pero a diferencia del primer ataque, esta vez fueron perseguidas por las tropas regulares y las milicias de El Pepino. Los rebeldes fueron empujados hasta al otro lado del puente que cruza el río Culebrinas.

### Retirada final
Al otro lado del puente del río Culebrinas, el General Rojas discutió con sus tenientes la posibilidad de reanudar el ataque al pueblo. Esta propuesta encontró resistencia de parte de varios de sus subalternos. 
"Les preocupaba que si el Corregidor de Aguadilla había llegado, las tropas regulares de Moca y Aguadilla probablemente estarían ya en camino. Se preguntaban que probabilidades tendrían de resistir una confrontación armada con las tropas españolas, en vista de que no les había sido posible defender el arsenal del Pepino."
Olga Jiménez, El Grito de Lares: sus causas y sus hombres. Pg. 188-189.
Esta discusión finalmente culminó con la decisión de parte de las tropas revolucionarias de retirarse a la hacienda del General Rojas, que estaba localizada en el municipio de Mayagüez, y convocar una reunión allí con el resto del liderato revolucionario. No todos los rebeldes estuvieron contentos con esta determinación, como bien se deduce del comentario hecho por el revolucionario Pedro Anglero: "¡Yo no vine aquí a juyil!".
Las fuerzas españolas, a su vez, no emprendieron una persecución durante la retirada final del ejército revolucionario. El liderato de las fuerzas españolas prefirió mantener control firme sobre el pueblo, alertar a las comandancias militares cercanas y esperar la llegada de refuerzos militares. La ejecución del Plan Gámir estaba entrando en acción. 

## Consecuencias
La retirada del ejército revolucionario en El Pepino señaló el principio del fin del Grito de Lares. La falta de comunicación entre los líderes revolucionarios condujo a que se soltaran, sin causa conocida, a muchos de los presos españoles capturados al inicio del Grito. En la reunión en la hacienda del General Rojas, lo que quedaba del liderato revolucionario tomó la decisión de ordenar el repliegue total de las fuerzas localizadas en el pueblo de Lares. Los revolucionarios optaron por esconderse, en grupos pequeños a través del interior de la Isla, en espera de que otros pueblos puertorriqueños se sublevaran y que llegaran los armamentos prometidos por Betances (a bordo de su barco El Telégrafo). Ambas expectativas resultaron ser en vano.  
El Telégrafo, y los cientos de fusiles que cargaba, había sido incautado por las autoridades danesas de Saint Thomas unas semanas antes. La ejecución del Plan Gámir, por parte de las fuerzas españolas, rápidamente llevó a la concentración de su poderío militar en la zona Oeste de Puerto Rico. El arresto de más de ochocientos sospechosos, el control de las carreteras y el estado de alerta imposibilitó en la isla cualquier clase de levantamiento espontáneo. Durante las próximas semanas, la gran mayoría de los revolucionarios fueron arrestados, algunos fueron muertos (como fue el caso de Matías Brugman y Baldomero Bauring) y otros se reintegraron discretamente de nuevo a la vida civil.  
A fin de cuentas, Puerto Rico continuará siendo una provincia de ultramar de España.  